# Havas Creative
Havas Creative, conocida anteriormente como Havas Worldwide y Euro RSCG, es una empresa francesa de marketing. Es una de las mayores agencias de comunicaciones de marketing integrado del mundo, formada por 316 oficinas ubicadas en 75 países. La empresa ofrece servicios de publicidad, marketing y comunicaciones corporativas. En 2010, la marca Advertising Age la incluyó en la lista de compañías con mayor cantidad de asignaciones globales por quinto año consecutivo.

## Historia

### Fundación y primeros años
En 1970, Bernard Roux y Jacques Séguéla establecieron una agencia llamada Roux Séguéla. En 1972, Alain Cayzac se unió a la agencia, cambiando su nombre a Roux Séguéla Cayzac. Cinco años después, Havas Conseil se reconstituyó como un holding de Eurocom. En 1976, Roux Séguéla Cayzac se asoció con Jean-Michel Goudard para formar la RSCG; sigla conformada por las iniciales de cada uno de sus fundadores: Roux, Séguela, Cayzac y Goudard.
En 1991, Eurocom adquirió RSCG para formar Euro RSCG. En 1997 Euro RSCG Worldwide trasladó su sede de París a Nueva York y el ejecutivo estadounidense Bob Schmetterer fue nombrado Presidente y director general. En 2001, la compañía adquirió una participación minoritaria en la empresa de relaciones públicas financieras del Reino Unido, The Maitland Consultancy.

### Consolidación y actualidad
En 2012, la empresa, que para entonces había sido adquirida por la compañía de publicidad y relaciones públicas Havas, con sede en París, Francia, fue rebautizada como Havas Worldwide. Entre sus clientes destacan compañías como Camel, Natural American Spirit, Vuse, Air France, Citigroup, IBM, Lacoste, Sanofi y Unilever.